# Уполу
Уполу (англ. Upolu) — острів архіпелагу Самоа (англ. Samoan Islands) в Полінезії, утворений масивним базальтовим щитовим вулканом, який підіймається з океанського дна в південній частині Тихого океану.

## Географія
Довжина острова — 74 км, в найширшому місці — 26 км, площа — 1118,7 км² (включаючи вісім навколишніх, з яких населені лише два, крихітних острівців — 1125 км²). Другий за розмірами, а також найбільш населений з островів Самоа (136 674 мешканця на 2006 рік). Розташований на південний схід від «великого острова» Саваї (відокремлений від нього протокою Аполіма, в якій знаходяться два невеликих населених острівця — Аполіма та Маноно). В середині північного узбережжя острова знаходиться основний комерційний і політичний центр країни, столиця Самоа — Апіа; в західній частині острова — міжнародний аеропорт Фалеоло.

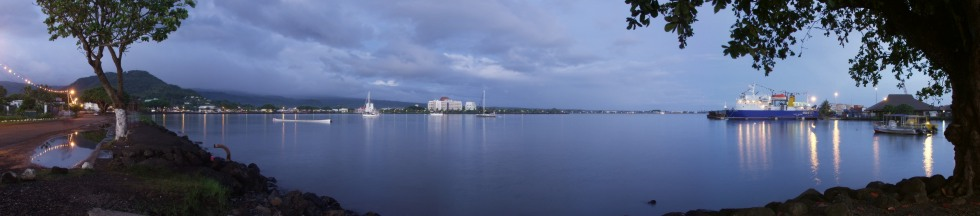
Гавань Апіа на світанку під час святкування незалежності. 2003 рік.

Вулканічний гірський хребет у центральній частині острова досягає максимальної висоті на горі Маунт-Фіто — 1113 м. На острові історично не зареєстроване жодне виверження вулкана, однак присутні лавові потоки віком від декількох сотень до декількох тисяч років.
Уполу має ділянки щільно вкриті лісом (на південному узбережжі переважає мангрова рослинність), родючі прибережні ґрунти й вологий тропічний клімат. Тут водяться «летюча лисиця» (лат. Pteropus samoensis) та кілька видів тропічних птахів, що знаходяться під загрозою зникнення, а також найменший вид павуків розміром з крапку на друкованій сторінці, внесений до Книги рекордів Гіннеса 2005 року.

## Історія
У самоанській гілці полінезійської міфології Уполу була першою жінкою на цьому острові.
У жовтні 1839 року, проводячи обстеження регіону, на Уполу вперше прибула Американська дослідницька експедиція. Командор Чарлз Вілкс уклав з сімома вождями острова договір (так званий «комерційний регламент»), який мав регулювати майбутні стосунки. Між іншим, він включав окрему умову про те, що самоанці повинні видати будь-якого тубільця, визнаного винним у вбивстві іноземців. Ці умови стали реакцією на інцидент, що стався кілька років до цього, в якому люди вождя Опотуно вбили трьох моряків американського торговельного судна. Всі положення регламенту були узгоджені й офіційно підписані 5 листопада 1839 року. Того ж дня на острів був призначений американський консул. Експедиційні судна покинули Уполу, щоб продовжити свою подорож. 11 липня 1840 року на острові тубільцями знову був вбитий один з моряків. Для проведення розслідування Вілксом були направлені два бойових судна з ескадри Американської дослідницької експедиції, які прибули на Уполу 24 лютого 1841 року. Після відмови місцевого вождя видати підозрювану у вбивстві особу, американці бомбардували одне поселення, а згодом, зійшовши на берег, спалили ще декілька інших.
1845 року за короткий період, протягом п'яти місяців, на Уполу відбулися п'ять землетрусів, три з яких сталися в липні. Але всі вони були незначними.

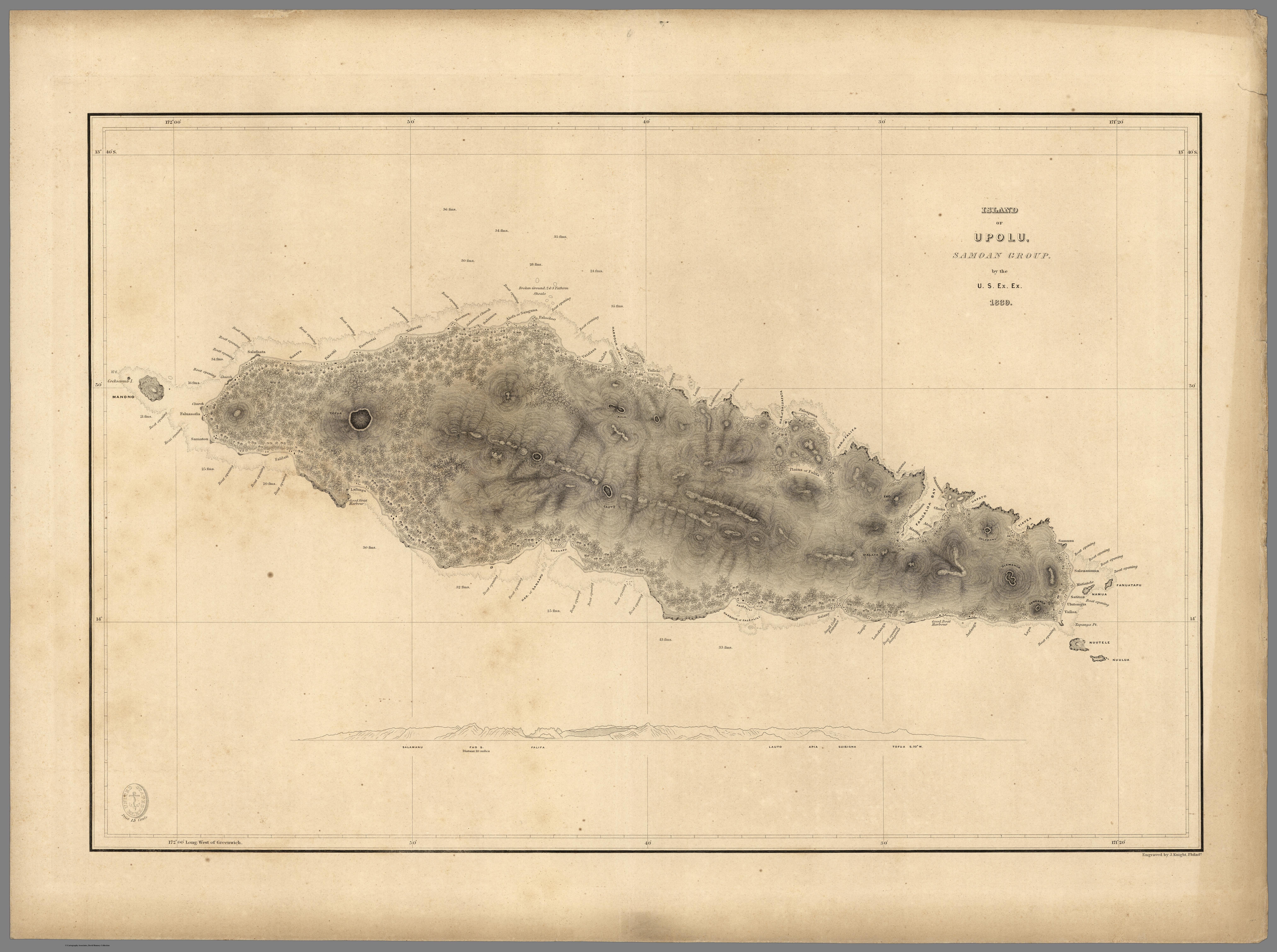
Докладна мапа Уполу. Американська дослідницька експедиція, 1839 рік.
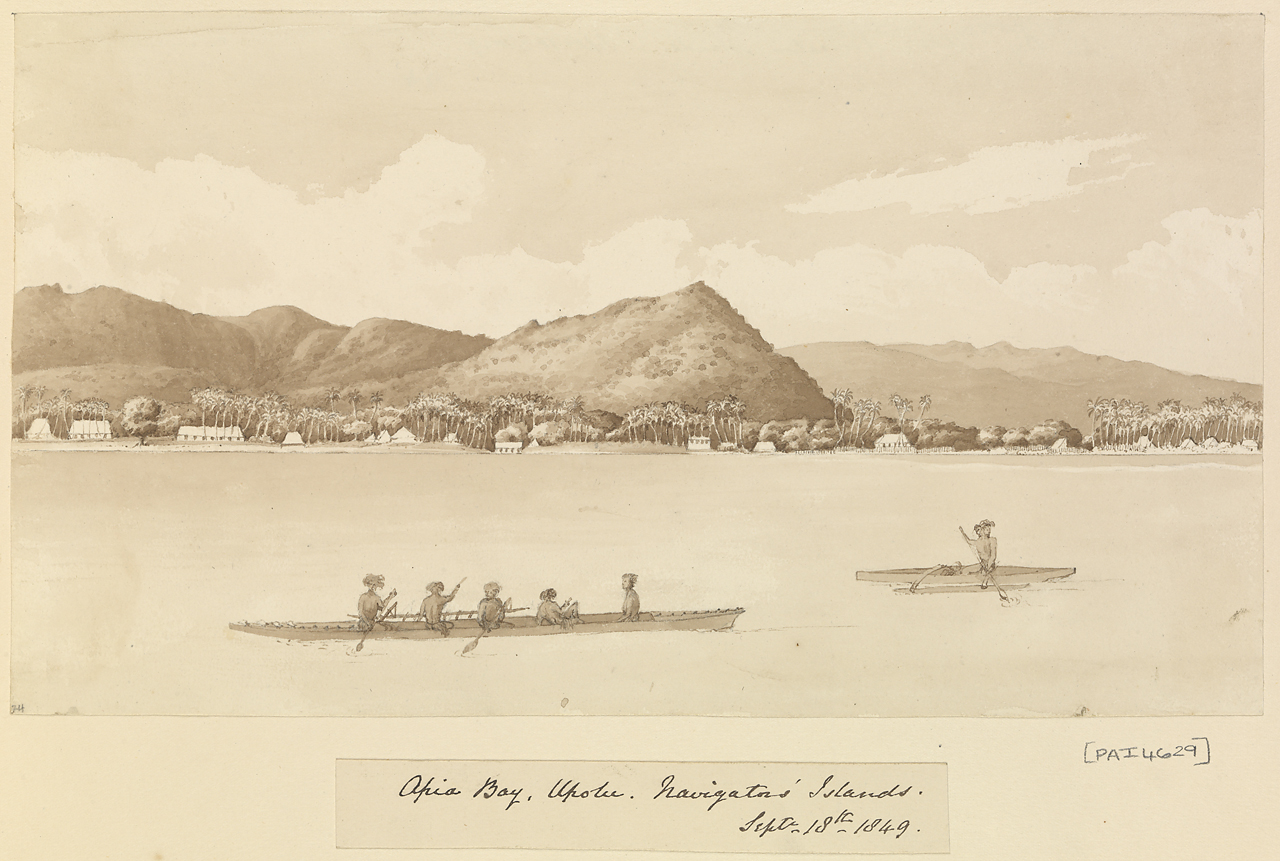
Адмірал Едвард Феншоу[en]. Затока Апіа. Вересень 1849 року.

В середині XIX століття робляться зусилля для створення на Уполу республіканського уряду в надії, що подібні установи згодом можуть бути сформовані й на інших островах архіпелагу з утворенням федеральної держави в цілому або конфедерації невеликих округів за клановим принципом. У пресі друкується для обговорення проект Конституції для Уполу. Але майже безперервні війни за територію та ресурси між деякими з місцевих племен унеможливили прийняття практичних заходів щодо створення такого уряду. Міжкланові війни та інші лиха постійно призводили до скорочення місцевого населення: з 25000 мешканців у 1839 році до 15587 у 1853 році; з 17556 тубільців у 1863 році до 16568 у 1874 році (збірна інформація по Уполу, Маноно та Аполіма).

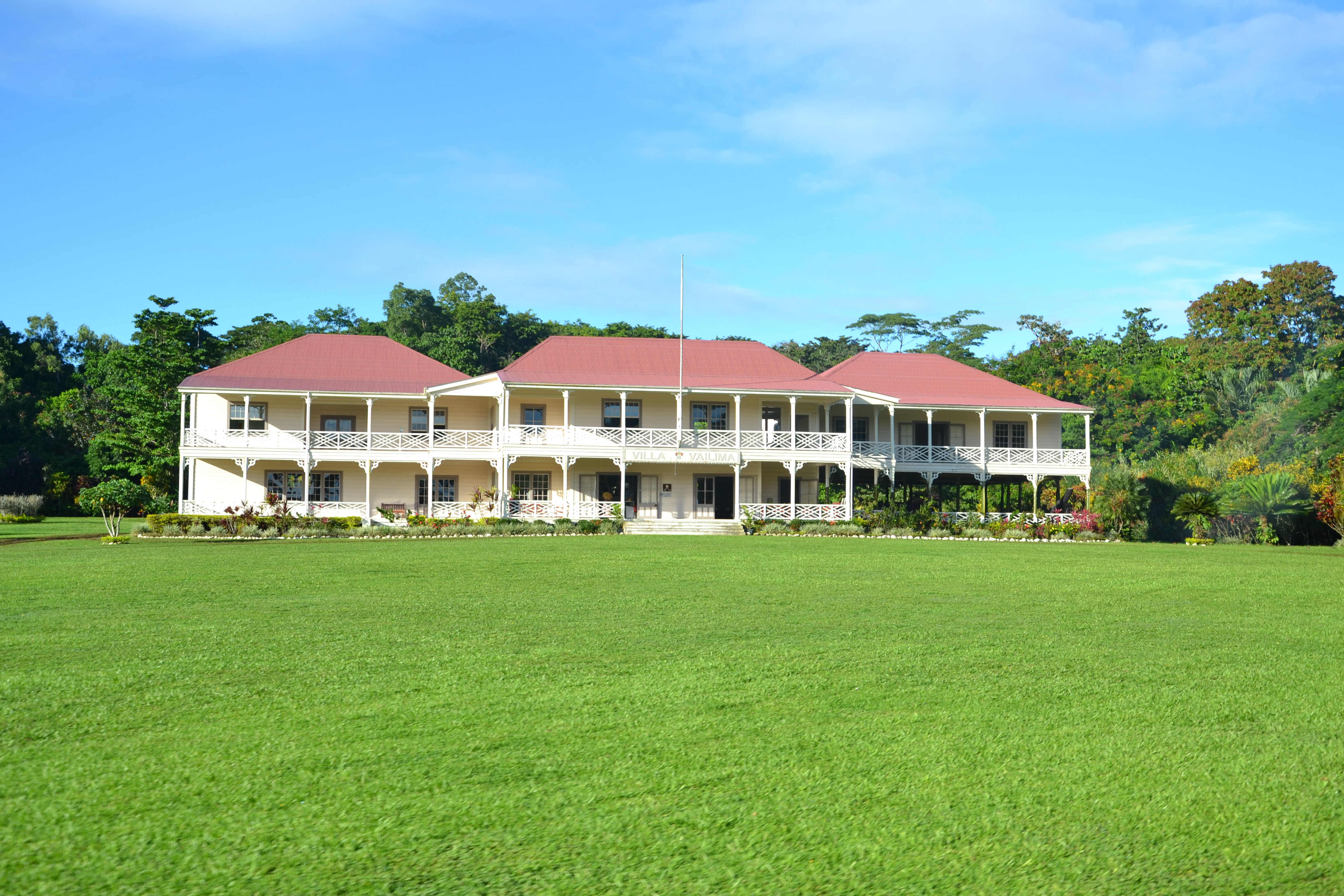
Музей Роберта Стівенсона.

У грудні 1889 року на борту шхуни «Equator» на Самоа прибув шотландський письменник Роберт Стівенсон з дружиною Фанні. Вони оселились на острові Уполу. Незабаром тут, неподалік міста Апіа, на території загальною площею 1,6 км² була побудована вілла Вайліма (англ. Vailima), на якій він прожив до самої смерті у 1894 році. Похований на вершині вище свого будинку. Мешканці Уполу невпинно працювали 24 години поспіль, щоб прокласти шлях до вершини пагорба та поховати тіло їх улюбленого «тусітала» («оповідача») з повними урочистостями на наступний день після смерті. 1900 року Вайліма була придбана для облаштування офіційної резиденції німецького губернатора. Після британської конфіскації використовувалась послідовно як резиденція новозеландського адміністратора та голови держави Самоа по незалежності 1962 року. В наш час у відреставрованому будинку Стівенсона діє музей.
29 серпня 1914 року новозеландський загін чисельністю 1374 чоловік з метою захоплення німецької радіостанції висадився на Уполу. Не отримавши відсічі, новозеландці швидко захопили острови.
29 вересня 2009 року Уполу зазнав удару цунамі. Землетрус стався вранці о 6:48:10 за місцевим часом (17:48:10 UTC), його епіцентр знаходився за 200 км від Апіа на глибині 18 км. Сила підземних поштовхів перевищила 8 балів за шкалою Ріхтера. За повідомленнями хвилі зруйнували кілька курортів та знищили двадцять поселень на південній стороні острова, в тому числі Лепа, де народився прем'єр-міністр Самоа Туілаепа Саілеле Маліелегаоі. У Лепа після катастрофи вціліли тільки церква та знак-привітання на вході до поселення.

## Адміністративний поділ

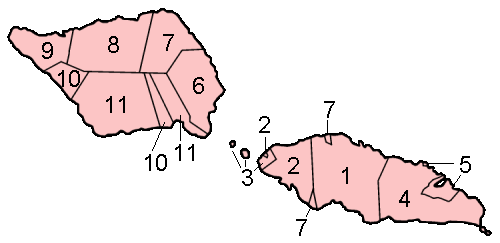
Округи Самоа

З 11 округів Самоа на острові Уполу знаходиться 5. Також на північному та південному узбережжі присутні ексклави округу Гагаемауга (поселення Леауваа та Саламуму) острова Саваї:
|   | Округ         | Адміністративний центр | Примітка                                                                          |
| - | ------------- | ---------------------- | --------------------------------------------------------------------------------- |
| 1 | Туамасага     | Афега                  |                                                                                   |
| 2 | Аана          | Леулумоега             |                                                                                   |
| 3 | Аїга-і-ле-Таї | Муліфануа              | включаючи острови Маноно, Аполіма та Нуулопа                                      |
| 4 | Атуа          | Луфілуфі               | включаючи острови Алеїпата й острів Нуусафее                                      |
| 5 | Ваа-о-Фоноті  | Самамеа                |                                                                                   |
| 7 | Гагаемауга    | Салеаула               | головна територія округу розташована на острові Саваї, на Уполу лише два ексклави |

## Населення
Уполу найбільш населений з островів Самоа — 136674 особи на 2006 рік. Густота населення — 122,17 осіб/км²
Етнічні групи — 92,6 % самоанців, 7 % євронезійців (особи, які мають європейську та полінезійську кров), 0,4 % європейців.